# Fontanilles
Fontanilles település Spanyolországban, Girona tartományban. Fontanilles Pals, Torroella de Montgrí, Palau-sator, Ullastret, Serra de Daró, La Tallada d’Empordà, Ullà és Gualta községekkel határos. Lakosainak száma 168 fő (2024).

## Népesség
A település népessége az elmúlt években az alábbi módon változott:
| Lakosok száma | 193  | 238  | 259  | 204  | 128  | 159  | 173  | 160  | 139  | 168  |
|               | 1717 | 1887 | 1936 | 1960 | 1986 | 2004 | 2009 | 2014 | 2019 | 2024 |